# 1939
Cette page concerne l'année 1939 (MCMXXXIX en chiffres romains) du calendrier grégorien.
L'année 1939 est une année commune qui commence un dimanche.

## En bref
- 1er avril : fin de la guerre civile en Espagne. Début de la dictature franquiste.
- 22 mai : pacte d’Acier.
- 23 août : pacte germano-soviétique.
- 1er septembre : l’Allemagne envahit la Pologne. Début de la Seconde Guerre mondiale.
- 3 septembre : Le Royaume-Uni et La France déclarent la guerre à l'Allemagne.
- 17 septembre : l’URSS envahit à son tour la Pologne.
- 30 novembre : début de la guerre russo-finlandaise.

## Événements

### Afrique

L’Afrique en 1939.

- 14 avril : création de l’École technique supérieure de Bamako[1].
- Juillet : création de la Mission des Noirs par Simon Pierre M’padi[2] (khakisme).
- 1er-3 août : grève des dockers à Mombasa[3].
- Août : Cahier d'un retour au pays natal d’Aimé Césaire qui utilise le terme de « négritude », est publié dans la revue Volontés[4].
- 4 septembre : le Parlement rejette la motion de James B. Hertzog qui proclame la neutralité de l’Afrique du Sud dans le conflit. Le cabinet Hertzog doit démissionner. Les démocrates libéraux de Jan Smuts fondent un nouveau gouvernement en Afrique du Sud et déclarent la guerre à l’Allemagne le 6 septembre[5].
- Décembre, Afrique du Sud : en échange de sa coopération dans le conflit, l’ANC demande « respectueusement au gouvernement de l’Union d’annuler toutes les lois discriminatoires »[6].
- Tentative du roi Sobhuza II d’unifier les Églises Africaines du Swaziland[7].

### Amérique
- 28 janvier : un tremblement de terre de magnitude 8,3 fait 28 000 victimes au Chili[8].
- 29 avril : le gouvernement de Front populaire du Chili forme la Corporation d’aide à la production (CORFO, Corporación de Fomento de la Producción) chargée d’améliorer les infrastructures (transports, électricité) et de créer une industrie sidérurgique[9].
- 30 avril : ouverture de l’exposition universelle de New York[10].
- 23 septembre-3 octobre : 9e conférence pan-américaine de Panama. Les ministres des Affaires étrangères des 21 États américains adoptent la neutralité dans le conflit européen (acte de Panama)[11].
- 4 novembre : loi de neutralité aux États-Unis. Le Congrès approuve à une voix de majorité la clause Cash and carry, mettant fin de facto à l’embargo sur les armes[12].
- 17 novembre : Carlos Arroyo del Río arrive au pouvoir en Équateur à la suite du décès du président Aurelio Mosquera Narváez (es) puis s’y fait confirmer lors d’une élection frauduleuse en septembre 1940[13].
- 8 décembre : début de la première présidence de Manuel Prado Ugarteche au Pérou (fin en 1945)[14].
- 13 décembre : bataille du Rio de la Plata[15].

### Asie
- 4 janvier : le Prince Fumimaro Konoe, président du Conseil japonais cède la place à Hiranuma Kiichirō, baron nationaliste et profasciste (fin le 27 août)[16].
- 10 février, guerre sino-japonaise : le Japon occupe l’île de Hainan[17] et fait le blocus des concessions françaises et britanniques de Tianjin, ce qui amène les États-Unis à dénoncer leur traité de commerce avec le Japon en juillet.
- 20 mars : offensive japonaise contre Nanchang. Les Japonais prennent la ville aux nationalistes chinois le 27 mars. Le 26 avril, l’armée nationale révolutionnaire occupe l’aéroport, puis tente de reprendre la ville le 2 mai, mais doit se retirer le 9 mai[18].
- 20 avril-24 mai : victoire chinoise sur le Japon à la bataille de Suixian-Zaoyang[19].
- 11 mai : les Japonais attaquent la République populaire mongole. Début de la bataille de Khalkhin Gol (fin le 15 septembre)[20].
- 21 mai : constitution aux Indes orientales néerlandaises d’un comité de coordination, le Gabungan Politik Indonesia (id) (GAPI)[21], entre huit opérations nationalistes, qui réclame le self gouvernement, un régime démocratique dans le cadre de l’unité nationale et affirme son désir de prendre part à la lutte antifasciste.

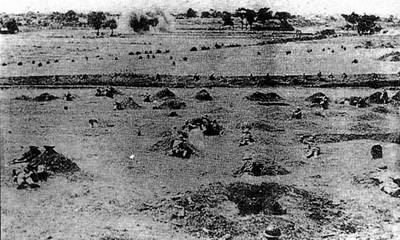
24 mai : bataille de Suixian-Zaoyang.

- Mai: un officier de renseignement de l’Armée impériale japonaise, Jinzō Nomoto, entreprend de traverser le Tibet déguisé en Mongol et collecte des informations pendant 18 mois[22].
- 24 juin : le Siam prend officiellement le nom de Thaïlande, le territoire des Thaïs[23]
- 20 - 31 août : les Japonais sont défaits à Khalkhin Gol par les blindés de l’armée rouge du général Joukov (Incident de Nomonhan pour les Japonais. Un cessez-le-feu est signé le 15 septembre[24]. À la suite de cette défaite, les Japonais renonceront à envahir l’Union soviétique en 1941).
- 28-30 août : Wang Jingwei organise à Shanghai le « Sixième Congrès national du Kuomintang » qui lui donne la légitimité pour former un gouvernement chinois fantoche aux ordres du Japon en mars 1940[25].
- 30 août : Nobuyuki Abe devient premier ministre du Japon (fin le 12 janvier 1940)[16].
- 3 septembre : l’Inde britannique est impliquée dans le conflit mondial aux côtés du Royaume-Uni. Le vice-roi Lord Linlithgow déclare la guerre à l’Allemagne sans avoir consulté l’Assemblée législative. Le Parti du Congrès est prêt à soutenir la Grande-Bretagne dans la mesure où des progrès significatifs seraient accomplis. Londres répond le 17 octobre par une « Déclaration sur l’Inde et la guerre » (1939), qui promet seulement le statut de dominion. Le Congrès refuse de soutenir l’effort de guerre[26].
  - L’armée indienne participe à plusieurs campagnes (Guerre du désert, campagne d’Afrique orientale, guerre anglo-irakienne, invasion anglo-soviétique de l’Iran) dans lesquels elle joue un rôle majeur. 80 000 soldats indiens seront victimes de la Seconde Guerre mondiale pour environ 2 millions engagés[27].
- 7 septembre : le roi Mohammed Zaher Chah proclame la neutralité de l’Afghanistan[28].
- 13 septembre - 8 octobre : victoire des troupes chinoises sur le Japon à la bataille de Changsha[19].
- 15 novembre : début de la bataille du sud de Guangxi (fin le 30 novembre 1940)[19].
- 23 - 25 décembre : le GAPI convoque à Jakarta un Congrès du Peuple indonésien qui adopte le Bahasa Indonesia comme langue nationale, le drapeau rouge et blanc et le chant Indonesia Raya comme hymne national.
- Phuntsok Wangyal fonde clandestinement le parti communiste tibétain[29].
- Le moine hindou Swami Karpatri crée en Inde britannique le mouvement culturel Dharma Sangh[27].

### Proche-Orient
- 7 janvier : Gabriel Puaux, haut-commissaire français en Syrie, arrive à Beyrouth[30]. Il refuse de tenir compte des avis du Parlement sur les amendements acceptés par Jamil Mardam Bey. Il promulgue des arrêtés modifiant les statuts personnels de populations (18 novembre 1938), autorisant ainsi un musulman à changer de religion ou une musulmane à épouser un non-musulman, ce qui entraîne une forte agitation populaire[31]. Le Premier ministre de Syrie Jamil Mardam Bey démissionne le 18 février et un nouveau gouvernement issu du bloc national lui succède[32].

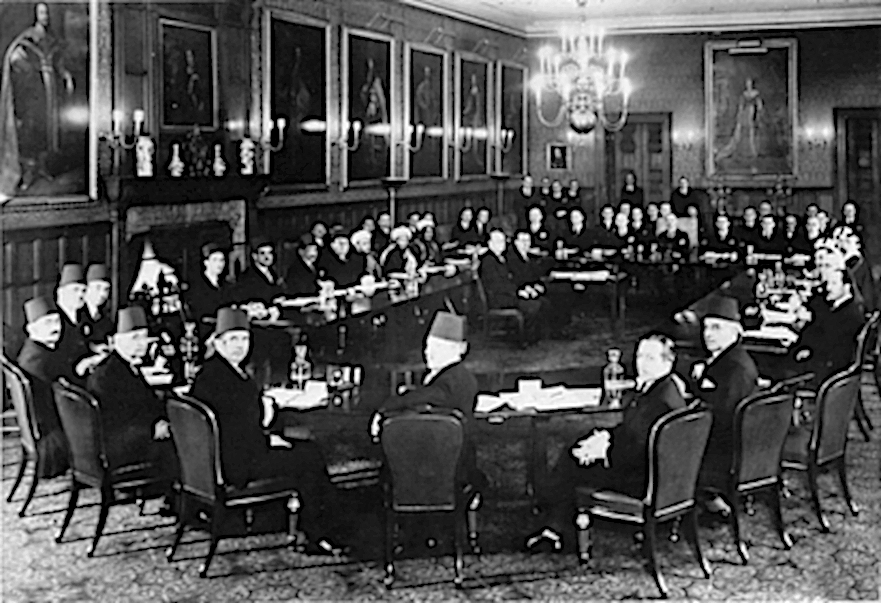
7 février-17 mars : conférence de Londres, au palais Saint James.

- 7 février : ouverture de la conférence de Saint James au Royaume-Uni sur le statut de la Palestine mandataire. Elle reçoit des délégués d’Égypte, de Transjordanie, d’Arabie saoudite et d’Irak (la France a refusé la présence de la Syrie et du Liban), ainsi qu’une délégation palestinienne et des représentants des sionistes. La Grande-Bretagne propose que les Arabes aient un droit de veto sur l’immigration juive et les Juifs un droit de veto sur l’indépendance de la Palestine afin de parvenir à un accord. Mais les parties refusent et la conférence est ajournée le 17 mars[33].
- 21 février : la radio d’El-Zohour, créée par le roi d’Irak Ghazi Ier, s’en prend à la politique britannique dans le Golfe et réclame l’annexion du Koweït par la force si les moyens pacifiques ont échoué[34]. Le 7 mars, elle diffuse un télégramme de Koweïtiens qui réclament l’intégration du Koweït à l’Irak[35].
- 1er mars[36] : en Irak, le Premier ministre Nuri as-Said affirme avoir découvert un complot visant à assassiner le roi Ghazi et un certain nombre de personnalités politiques. Hikmat Sulayman (en) et ses partisans sont arrêtés et condamnés à mort par les tribunaux militaires, puis les sentences sont commuées en peines de prison après l’intervention de l’ambassade britannique. Il semble que le prétendu complot soit une invention de Nouri Saïd, désireux de se venger de la mort de son ami et beau-frère Jafar al-Askari et sans doute d’écarter définitivement du pouvoir Hikmat Sulayman[37].
- 10 mars : soulèvement populaire au Koweït pour la réunification avec l’Irak. Le cheikh du Koweït, aidé par les autorités britanniques, réprime le mouvement et procède à de nombreuses arrestations et emprisonnement. Le roi Ghazi Ier réclame publiquement la libération des prisonniers[38]. Il concentre ses troupes à la frontière du Koweït et semble projeter l’invasion de l’émirat[39].
- 30 mars : le haut-commissaire au Levant Gabriel Puaux suspend l’application du statut des minorités pour les musulmans en Syrie et au Liban[31]. En avril, les radicaux syriens prennent le contrôle du Bloc national autour de Choukri al-Kouatli[40]. Les nationalistes, divisés, quittent le gouvernement et le Bloc national s’effondre. Puaux suggère le retour aux divisions territoriales de la Syrie sous un régime monarchique. Abdelaziz Ibn Sa’ud est pressenti.
- 4 avril : le roi d’Irak Ghazi Ier meurt dans un accident de voiture. L’opinion pense à un assassinat déguisé et soupçonne le Royaume-Uni. La foule s’en prend aux intérêts britanniques et le consul anglais à Mossoul trouve la mort lors d’une émeute. Le 6 avril, Premier ministre Nuri as-Said impose comme régent Abdul Illah, âgé de 26 ans et fils de Ali, dernier roi du Hedjaz avant Abdelaziz Ibn Sa’ud[41]. Le frère de Faysal, Zayd, est écarté. Sous la pression populaire, Nuri as-Said engage l’Irak en faveur de la cause arabe Palestinienne, tout en menant des négociations infructueuses avec les sionistes.

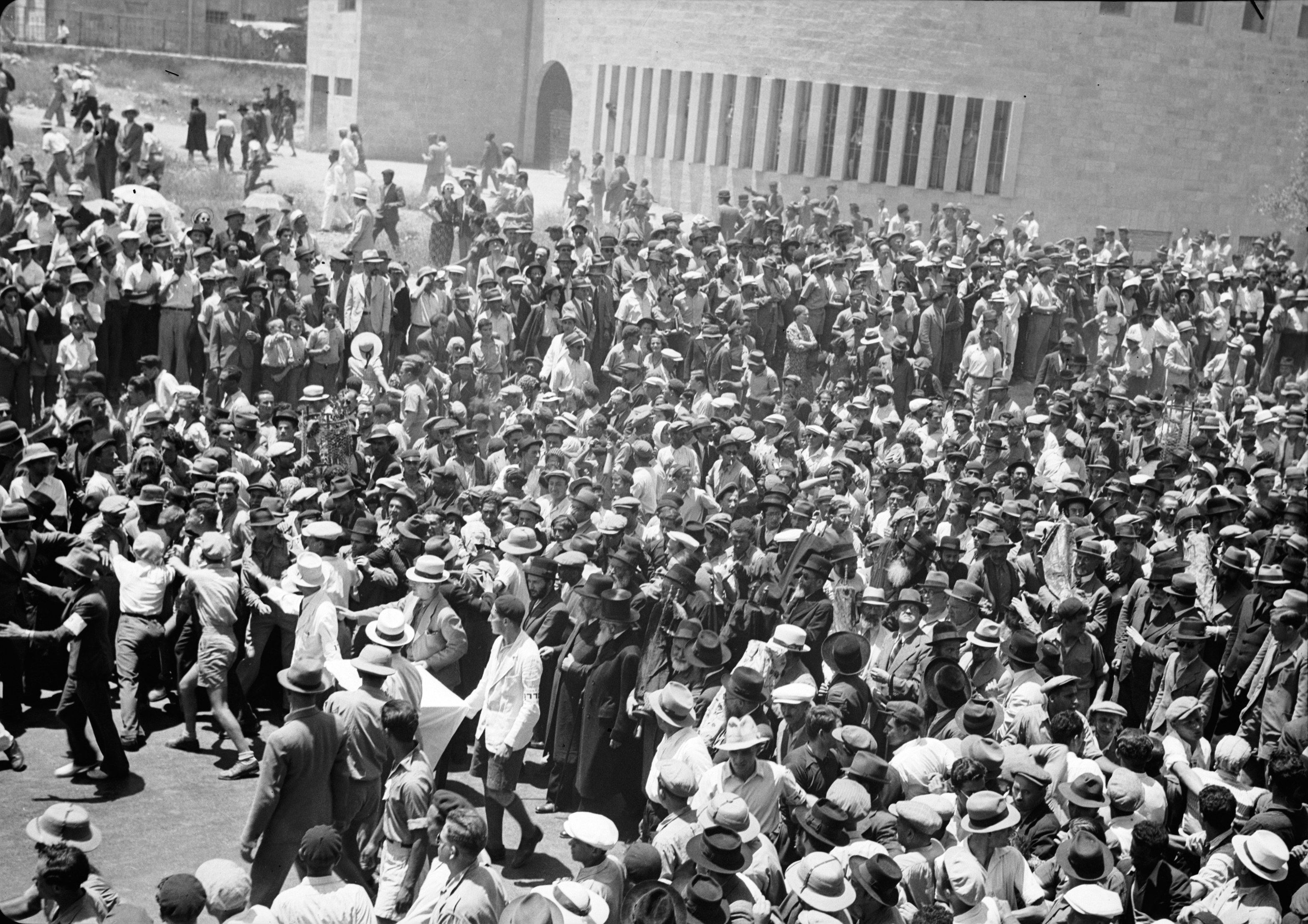
18 mai : manifestations de protestation des Juifs de Palestine contre le livre blanc.

- 17 mai, Palestine mandataire : les Britanniques décident de publier un nouveau livre blanc qui explique que le Royaume-Uni n’a pas l’intention de faire de la Palestine un État pour les Juifs contre la volonté de la population arabe. Il ne s’agira que d’un développement communautaire. La Palestine ne doit pas être partagée. Le Livre blanc propose à nouveau la solution du double veto, qui devrait aboutir à la mise en place d’institutions arabo-juives de libre gouvernement et à l’établissement d’un État palestinien indépendant avant dix ans. L’immigration juive est pour la première fois limitée à 75 000 certificats pour cinq ans. Au-delà, l’approbation des Arabes sera nécessaire. La vente de terres aux Juifs est restreinte[42]. Les États arabes poussent les Palestiniens à accepter le Livre Blanc, mais les partisans du mufti le rejettent car le projet britannique retarde la date de l’indépendance de la Palestine d’au moins dix ans. De plus, les membres du comité suprême sont maintenus en exil et la répression continue sur place (6 000 Arabes emprisonnés en 1939). Les sionistes rejettent catégoriquement le projet britannique et se lancent dans une politique d’immigration clandestine et de création de nouvelles implantations. L’Irgoun poursuit ses attentats contre les Arabes et la présence britannique.

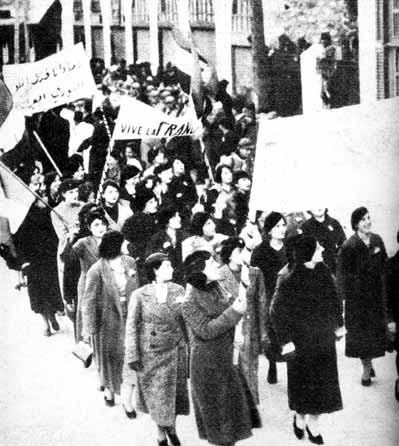
Protestations de femmes à Damas contre l’annexion du sandjak d’Alexandrette.

- 23 juin : le sandjak d’Alexandrette est cédé par la France à la Turquie contre un traité d’alliance avec la France et le Royaume-Uni et devient la province du Hatay le 23 juillet[43]. Les Arméniens du sandjak sont déplacés vers le Liban. La Syrie ne reconnaît pas cette annexion.
- 3 juillet : la Syrie est divisée par le Haut-commissaire au Levant en quatre gouvernements, le Gouvernement Central et ceux des Alaouites, du Djebel druze et de la Djézireh ; le président de la République Hachem al-Atassi démission en signe de protestation le 7 juillet. Le 8 juillet, la constitution est suspendue par le Haut-commissaire (fin le 25 mars 1943)[44]. L’administration directe des Mandats de Syrie et du Liban est rétablie.
- 6 septembre : le général Weygand est nommé commandant en chef des Forces françaises du Levant, commandement en fait exercé depuis le 27 août[45]. La France a constitué une importante armée au Levant. Weygand envisage l’éventualité d’une offensive en direction des champs pétrolifères de Bakou afin d’entraver les livraisons de pétrole soviétiques à l’Allemagne[46].
- 27 décembre : le tremblement de terre d’Erzincan de magnitude MS estimé à 8.0 fait plus de 30 000 victimes à Erzincan et sa région dans l’est de la Turquie[8].

### Europe
- 1er janvier : lancement du troisième plan quinquennal soviétique[47].
- 5 janvier : lors d’une entrevue à Berchtesgaden, Hitler annonce au ministre polonais des Affaires étrangères, le colonel Beck, que Dantzig devra tôt ou tard être restituée au Reich[48].

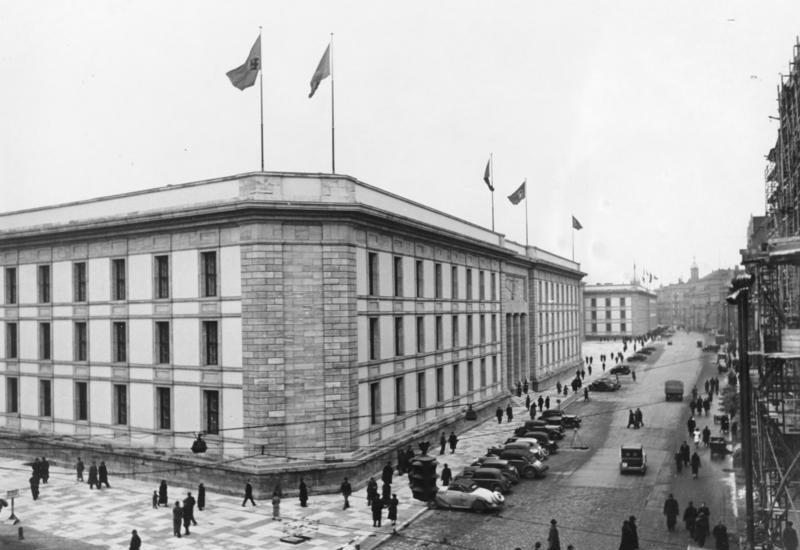
La nouvelle chancellerie le 10 janvier.

- 10 janvier : inauguration à Berlin par Adolf Hitler de la nouvelle chancellerie réalisée par Albert Speer[49].
- 13 janvier : l’Italie, l’Allemagne et le Japon invitent la Hongrie à adhérer au pacte anti-Komintern. Le protocole d’adhésion au pacte est signé à Budapest le 24 février[50].
- 30 janvier : dans un discours, Hitler annonce que « la guerre à venir entraînera la destruction de la race juive en Europe »[51].
- 4-5 février : démission de Milan Stojadinović en Yougoslavie. Dragiša Cvetković lui succède[52].
- 6 février : Chamberlain déclare aux Communes que toute menace contre les intérêts vitaux de la France entraînera l’assistance de la Grande-Bretagne[53].
- 14 février : lancement à Hambourg, en présence d’Hitler, du Bismarck, le plus grand cuirassé allemand.
- 16 février : gouvernement de Pál Teleki en Hongrie (fin le 3 avril 1941)[54]. En février, Béla Imrédy est contraint de démissionner car la presse découvre un juif parmi ses ancêtres. Le gouvernement de Pál Teleki prend quelques mesures contre l’extrême-droite sans parvenir à endiguer la vague nazie. En mai, les mouvements d’extrême droite remportent 25 % des voix et 49 mandats aux élections parlementaires, dont 31 aux Croix fléchées[55].
- 22 février: le Reichsverkehrsminister Julius Dorpmüller décrète que les permis de conduire et les cartes grises de tous les juifs sont confisqués[56].
- 27 février : manifestation organisée par le gouvernement à Lisbonne pour soutenir l’organisation corporatiste[57]. L’état corporatiste restera cependant au stade expérimental.
- 2 mars : le cardinal Eugenio Pacelli devient Pape sous le nom de Pie XII (fin en 1958)[58].
- 10 mars : dans un discours devant au XVIIIe Congrès du Parti communiste, Staline attribue le succès des coups de force d’Hitler à la faiblesse des démocraties[59].
- 13 mars : à Berlin, Hitler signe le décret portant sur l’« anschluss », rattachement de l’Autriche au Reich allemand[60].

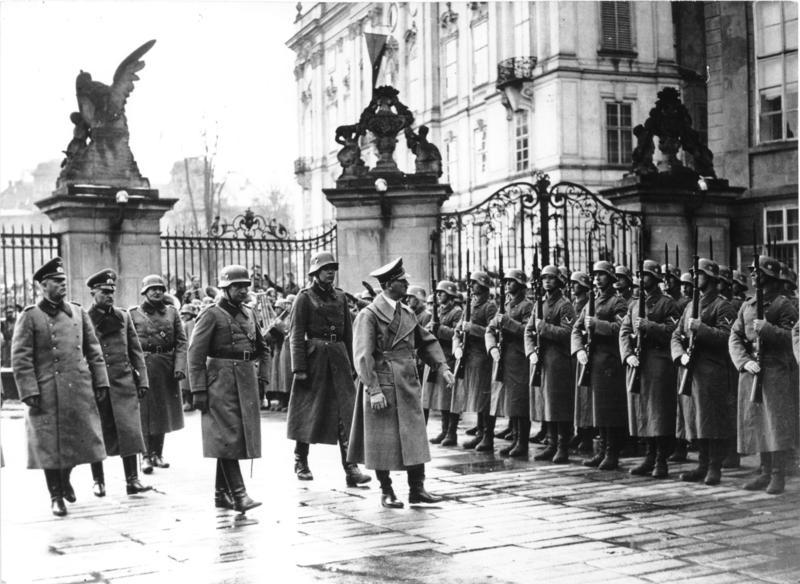
15 mars : Adolf Hitler lors de sa visite au château de Prague, après l’établissement du protectorat de Bohême-Moravie.

- 14 mars : convoqué à Berlin dans la nuit du 14 au 15 mars, Emil Hácha est contraint sous la menace de « remettre avec une pleine confiance le pays tchèque entre les mains du Führer ». Soutenue par Hitler, la Slovaquie de Jozef Tiso proclame son indépendance[61].
- 15 mars, Tchécoslovaquie : l’Allemagne occupe la Bohême et la Moravie et instaure le Protectorat de Bohême-Moravie (Zerschlagung der Rest-Tschechei)[62]. Chamberlain condamne la violation des accords de Munich par l’Allemagne et revient sur la politique d’apaisement[63].
- 16 mars : manifestations pro-tchécoslovaques en Roumanie à la suite de l’entrée des Allemands à Prague[64].
- 17 mars : 
  - la Hongrie occupe la Ruthénie subcarpathique[65].
  - la France et le Royaume-Uni entament des négociations avec l’Union soviétique[66].
- 19 mars : le Ministre des Affaires étrangères britannique Lord Halifax donne la garantie britannique à la Roumanie[67].
- 22 mars : Adolf Hitler contraint la Lituanie à lui céder Memel[68].
- 23 mars : Berlin impose à la Roumanie un accord commercial qui réserve à l’Allemagne la production de blé et de pétrole roumain contre la fourniture d’armes et de munitions[69].
- 23-26 mars : guerre slovaquo-hongroise. La Slovaquie cède Stakčín et Sobrance à la Hongrie[65].
- 28 mars : la Pologne rejette les propositions d’Hitler de faire de la Pologne un satellite de l’Allemagne contre l’Union soviétique[48].
- 31 mars : Arthur Neville Chamberlain donne la garantie britannique à la Pologne[48].
- 1er avril : lancement, à Wilhelmshaven par Hitler de l'amiral Von Tirpitz, le plus grand cuirassé à flot d’Europe et le plus grand navire de guerre de la Kriegsmarine[70].
- 2 avril : élections en Belgique ; défaite du rexisme[71].
- 3 avril : 
  - victoire des Sociaux-démocrates aux élections législatives danoises[72].
  - Chamberlain annonce à la Chambre des communes que la Grande-Bretagne s’opposera par la force à toute nouvelle conquête territoriale de l’Allemagne[73].
- 6 avril : la Pologne signe un pacte d’assistance militaire avec la Grande-Bretagne[48].

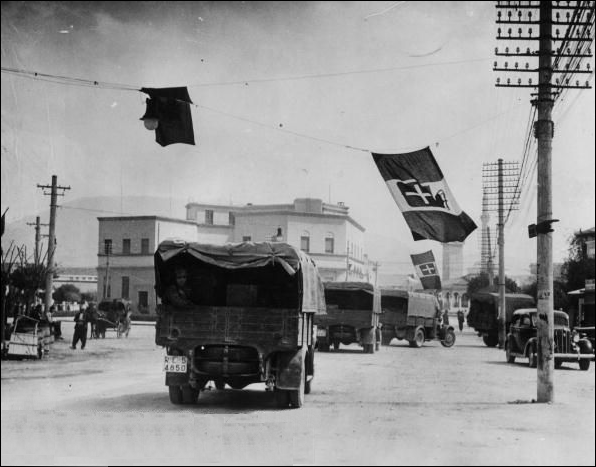
7 avril : invasion italienne de l’Albanie.

- 7 avril : l’Italie envahit l’Albanie[74].
- 11 avril : la Hongrie quitte la SDN[75].
- 13 avril : le Royaume-Uni et la France garantissent l’intégrité territoriale de la Roumanie et de la Grèce[76]. Garantie française à la Pologne[48].
- 14 avril : ordonnance du Conseil fédéral suisse sur le maintien de la neutralité (mise en vigueur le 2 septembre)[77].
- 18 avril : l’Union soviétique propose à la France et à la Grande-Bretagne un pacte militaire et politique d’assistance mutuelle. Londres rejette la proposition le 8 mai[48].
- 20 avril : le 50e anniversaire d’Hitler, est l’occasion d’une immense parade militaire à Berlin qui durera plus de 3 heures. Les Waffen SS sont en tête, suivis de la Luftwaffe, des Panzers, l’artillerie lourde, les nouveaux canons d’assaut… [78]
- 26 avril : le service militaire de six mois est établi au Royaume-Uni[79].
- 28 avril : Adolf Hitler dénonce l’accord naval germano-britannique de 1935 puis le pacte de non-agression germano-polonais de 1934[48].
- 30 avril, Allemagne : loi sur les « conditions de locations aux Juifs ». La plupart des Juifs doivent déménager et se regrouper dans des « maisons de Juifs »[80].
- 3 mai, URSS : Joseph Staline nomme Viatcheslav Molotov commissaire du peuple aux affaires étrangères en remplacement de Maxim Litvinov nommé ambassadeur de l’Union soviétique au Royaume-Uni[48].
- 4 mai : deuxième loi anti-juive (hu) en Hongrie, sur une base raciale[81].

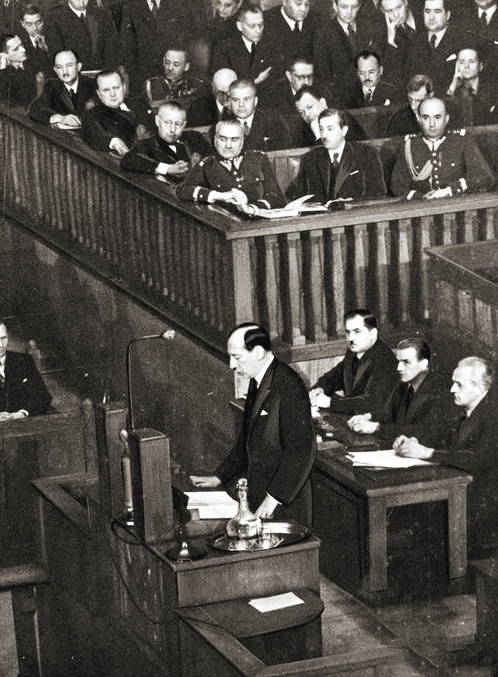
5 mai : mémorandum de Józef Beck au gouvernement allemand.

- 5 mai : dans un discours devant le parlement polonais, le ministre polonais des affaires étrangères Józef Beck refuse toute modification du statut de Dantzig[82].
- 12 mai : accord d’assistance turco-britannique, à laquelle la France s’associe le 23 juin ; un traité d’assistance est signé le 19 octobre[83].
- 15 mai : ouverture du camp de Ravensbrück, réservé aux femmes[84].
- 17 mai : la France s’engage à aider militairement la Pologne en cas d’attaque allemande[85].
- 22 mai : signature à Berlin du pacte d’Acier italo-allemand[48].
- 28 mai : Londres et Paris acceptent le principe d’un pacte d’assistance mutuelle avec l’URSS en cas d’agression contre la Pologne[86].
- 31 mai : signature d’un pacte de non-agression entre l’Allemagne et le Danemark à Berlin[87].
- 7 juin : la Lettonie et l’Estonie signent des pactes de non-agression avec l’Allemagne[88].
- 22 juin : la Slovaquie est intégrée économiquement au Reich[69].
- 1er-20 juillet : les négociations entre la France, le Royaume-Uni et l’URSS en vue d’un pacte d’assistance mutuelle s’enlisent. Devant l’aggravation de la tension germano-polonaise, le ministre français des Affaires étrangères, Georges Bonnet, presse Londres d’accepter les conditions soviétiques afin d’aboutir à un accord[89].
- 28 juillet : le Prevention of Violence Act, pour lutter contre l’Irish Republican Army, reçoit la sanction royale au Royaume-Uni[90].
- 10 août : cabinet Dirk Jan de Geer aux Pays-Bas (fin le 3 septembre 1940)[91].
- 12 août : ouverture à Moscou des négociations tripartites (France/Grande-Bretagne/Union soviétique) pour la signature d’une convention militaire[48].
- 20 août : accord germano-soviétique sur le commerce et le crédit[62].
- 22 août : Chamberlain envoie à Hitler un ultime message pour éviter la guerre. En rappelant les engagements de son pays à l’égard de la Pologne, le Premier ministre britannique demande l’instauration d’une trêve afin de régler les conflits par la négociation[92]. Le même jour, Hitler fixe le début des opérations militaires contre la Pologne au 26[93].

- 23 août :

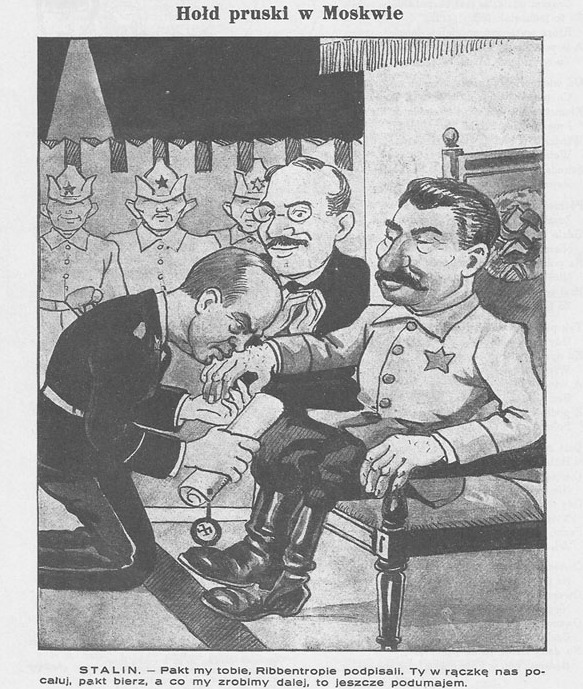
23 août : pacte germano-soviétique. Caricature parue le 8 septembre dans l’hebdo Mucha de Varsovie

  - pacte germano-soviétique. L’URSS signe avec l’Allemagne un pacte de non-agression auquel est ajouté un protocole secret portant sur un partage de la Pologne entre l'Allemagne nazie et l’URSS et sur l’annexion des pays baltes et de la Bessarabie par l’URSS[48].
  - abolition de la Constitution de la ville libre de Dantzig. Le gauleiter Albert Forster se proclame chef de l’État[94].
  - en France, le Comité permanent de la défense nationale est réuni : l’armée se tient prête à intervenir en cas d’agression contre la Pologne avec des réserves en ce qui concerne l’aviation[95].
- 24 août :
  - la mobilisation partielle est décrétée en France[96].
  - Emergency Powers Act au Royaume-Uni[97] : loi donnant au nouveau ministère de la sécurité intérieure tous les pouvoirs sur les citoyens anglais et leurs propriétés (internement sans jugement des suspects, censure des médias, interdiction des grèves, carte d’identité, couvre-feu, rétablissement de la procédures des Order in Council). Le Parlement de 1935 est prorogé jusqu’à la fin du conflit.
- 25 août : signature à Londres d’un accord d’assistance pour cinq ans entre la Pologne et la Grande-Bretagne[62].
- 26 août :
  - le gouvernement français avertit Hitler que la France tiendra ses engagements envers la Pologne[94].
  - accord serbo-croate créant la « banovine autonome de Croatie »[98].
- 26 août-1er septembre : plan Pékin ; trois destroyers de la marine polonaise sont évacués vers le Royaume-Uni[99].
- 28 août : ultimatum à la Pologne[48]. L’Allemagne communique par radio ses exigences : retour de Dantzig à l’Allemagne et organisation d’un plébiscite dans le corridor pour décider du rattachement du territoire au Reich ou à la Pologne.
- 31 août : opération Himmler, opération commando montée de toutes pièces par les nazis consistant à simuler une attaque polonaise contre un émetteur radio situé à Gleiwitz alors en territoire allemand[93].

- 1er septembre :

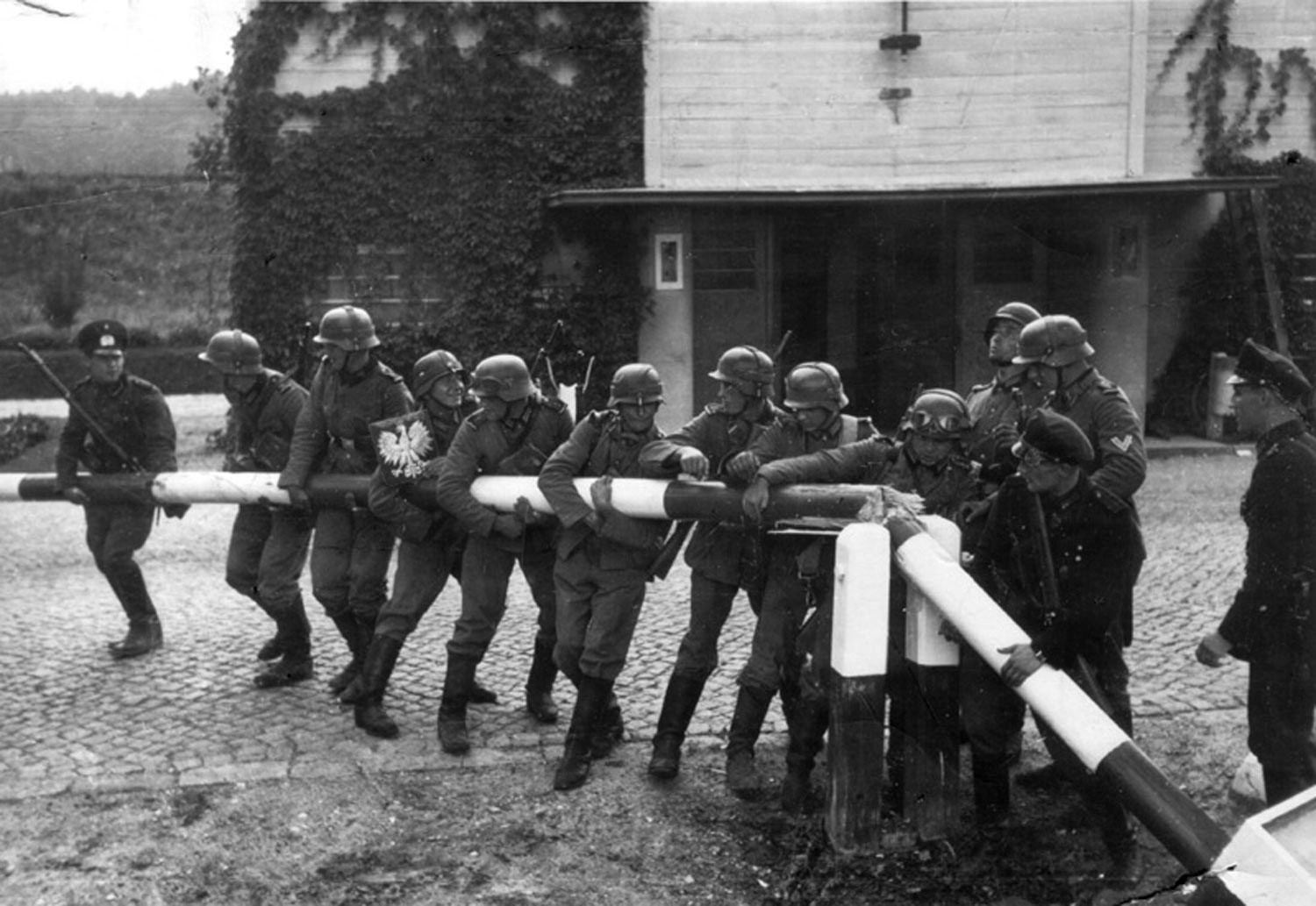
: les soldats allemands aux frontières de la Pologne.

  - Hitler déclenche l’opération « Fall weiss » (Plan blanc). Les troupes allemandes attaquent la Pologne sans déclaration de guerre[62]. Début de la campagne de Pologne : pratiquant pour la première fois la « guerre éclair » (Blitzkrieg) avec intervention massive des chars et de l’aviation, la Wehrmacht submerge en un peu plus de deux semaines la Pologne occidentale. Surprise avant d’avoir achevé sa mobilisation et très inférieure en potentiel militaire, l’armée polonaise est écrasée[100]. La France et le Royaume-Uni laissent une dernière chance à l’Allemagne de retirer ses troupes avant le 3 septembre.
  - le gauleiter Albert Forster proclame l’incorporation de Dantzig au Reich[94].
  - bataille au large de Hel[101].
  - mobilisation générale en France[94].
  - création au Royaume-Uni des ministères de l’Approvisionnement, de la Guerre économique, de la Nourriture et de la Navigation[102].
- 2 septembre :
  - la Norvège, le Danemark, la Suède et la Finlande se déclarent neutres[103].
  - l’Allemagne renouvelle les assurances données à la Norvège neutre (réitérées le 6 octobre)[104].

- 3 septembre : 

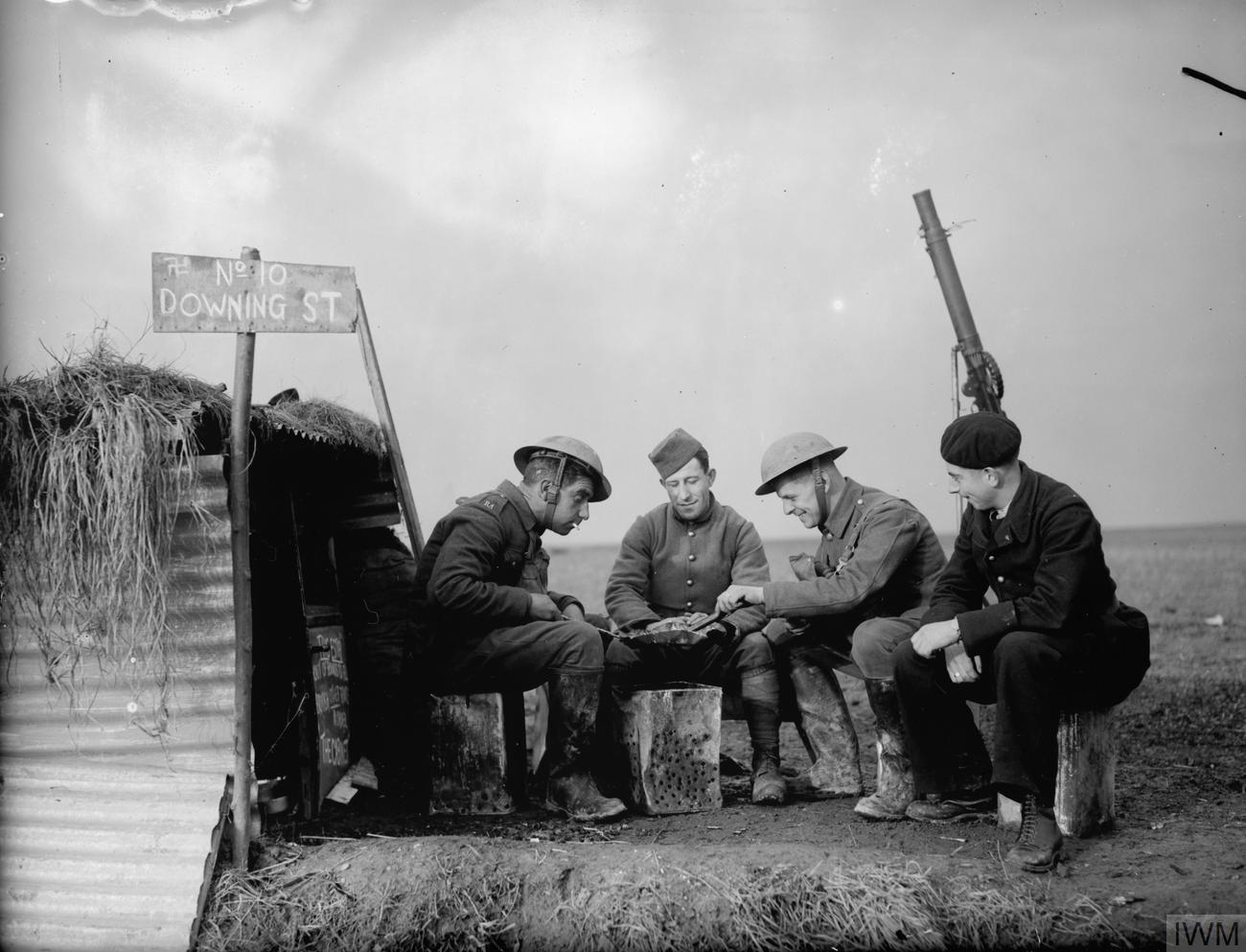
Drôle de guerre, photographie prise le 28 novembre

  - l’Allemagne rejette les ultimatums britanniques (11 h) et français (17 h). Le Royaume-Uni, l’Australie, la Nouvelle-Zélande, puis la France déclarent la guerre à l’Allemagne[94]. Début de la drôle de guerre (fin le 10 mai 1940)[105].
  - le paquebot SS Athenia effectuant la traversée de Glasgow à Montréal est coulé par un sous-marin allemand U-30 ; début de la bataille de l’Atlantique (fin le 8 mai 1945)[106].
  - L’Italie déclare sa non-belligérance[107].
  - La Belgique[103] et la Yougoslavie se proclament neutre[108].
- 6 septembre
  - les troupes allemandes s’emparent de Cracovie[109].
  - la Roumanie proclame sa neutralité[110].
- 7 - 21 septembre : offensive de la Sarre. Les forces françaises entrent en Allemagne puis se retirent sur la ligne Maginot[111].
- 17 septembre : les troupes soviétiques envahissent l’est de la Pologne conformément aux clauses secrètes du Pacte germano-soviétique[62].
- 18 septembre- 25 décembre : le gouvernement de Varsovie en exil et 100 000 réfugiés se rendent en Roumanie avant de rejoindre la France puis l’Angleterre (1940)[112]. Le Président de la République de Pologne Ignacy Mościcki et des membres du gouvernement sont internés par les autorités roumaines, et Mościcki désigne Władysław Raczkiewicz comme successeur (30 septembre). Le général Władysław Sikorski est nommé Premier ministre et le 22 novembre, le Gouvernement polonais en exil et l’État major s’installent à Angers, puis à Londres le 20 juin 1940[113].
- 21 septembre : assassinat par la Garde de fer du Premier ministre roumain antinazi Armand Călinescu à Bucarest[114].
- 22 septembre : parade militaire germano-soviétique à Brest-Litovsk[115].
- 27 septembre : reddition de Varsovie qui est occupée[62].
- 28 septembre : 
  - À la suite de l'incident de l’Orzeł, l’URSS signe avec l’Estonie un traité d’assistance mutuelle[103].
  - traité germano-soviétique d’amitié, de coopération et de démarcation à la suite de l'invasion de la Pologne[62].
- 5 octobre : l’URSS signe avec la Lettonie un traité d’assistance mutuelle[103].
- 10 octobre : l’URSS signe un traité d’assistance mutuelle avec la Lituanie[103] et lui restitue la ville de Vilnius annexée par la Pologne en 1922.
- 12 octobre : création du Gouvernement général de Pologne[61].
- 13 octobre : création à Paris du Comité national tchécoslovaque après la formation le 2 octobre d’une armée tchécoslovaque en exil[113].
- 18 et 19 octobre : conférence de Stockholm ; la Norvège, le Danemark, la Suède et la Finlande réaffirment leur neutralité[116].
- 1er et 2 novembre : annexion de l’est de la Pologne par l’URSS après le plébiscite du 22 octobre ; l’Ukraine occidentale et la Biélorussie occidentale sont respectivement rattachées à la république socialiste soviétique d'Ukraine et à la république socialiste soviétique de Biélorussie[117].
- 4 novembre : cinquième loi de neutralité ; le Congrès américain vote la clause Cash and Carry autorisant la vente de matériel de guerre aux belligérants[12].
- 8 novembre : à Munich, une tentative d’attentat sur Adolf Hitler est faite par Georg Elser tandis que Hitler célèbre le 16e anniversaire du putsch de la Brasserie[118].
- 9 novembre : incident de Venlo. Deux agents britanniques du MI6 sont enlevés à Venlo, à la frontière néerlando-allemande, par un commando du SD[119].
- 13 novembre : échec des négociations russo-finlandaises commencées le 12 octobre. Le gouvernement soviétique demande à la Finlande de lui céder le territoire de l’isthme de Carélie, au nord-est de Leningrad et de permettre à l’URSS d’établir une base navale à Hanko, sur le golfe de Finlande. Le rejet par le gouvernement finlandais des exigences soviétiques conduit à la guerre[120].
- 16 novembre : accord germano-soviétique sur les transferts de population[62].
- 17 novembre : les établissements d’enseignement supérieur sont fermés en Tchécoslovaquie à la suite des manifestations estudiantines des 28 octobre et 15 novembre[121].
- 21 novembre : La Grande-Bretagne reconnaît de facto l’annexion de l’Albanie par l’Italie[122].
- 23 novembre : le gouverneur général en Pologne Hans Frank ordonne aux juifs polonais de porter un brassard distinctif à partir du 1er novembre[123].
- 24 novembre : nouveau gouvernement de Gheorghe Tătărescu en Roumanie (fin le 4 juillet 1940). Il essaye de maintenir une politique de neutralité[124].
- 26 novembre : incident de Mainila. L’union soviétique somme la Finlande de retirer ses troupes à 25 km de la frontière[120].
- 28 novembre : l’URSS dénonce le pacte de non-agression signé en 1932 avec la Finlande[120]. Les relations diplomatiques sont rompues le lendemain[103].

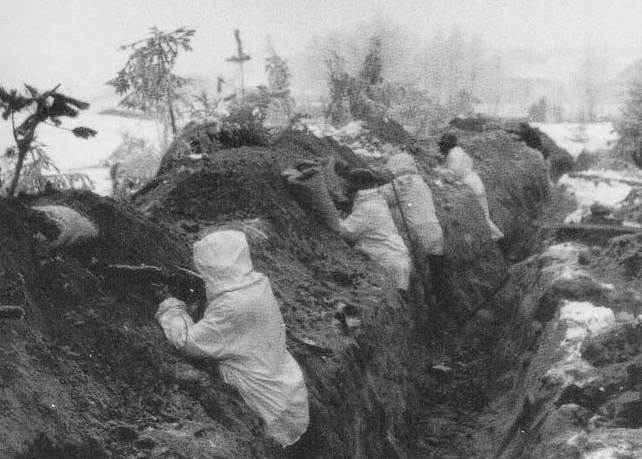
Tranchées sur la ligne Mannerheim pendant la guerre d’Hiver.

- 30 novembre : début de la guerre russo-finnoise (fin en 1940). Les troupes soviétiques envahissent la Finlande et bombardent Helsinki sans déclaration de guerre[120].
- 8 décembre : l’Union soviétique décrète le blocus des côtes finlandaises[125].
- 14 décembre : l’Union soviétique est exclue de la Société des Nations à la suite de son attaque de la Finlande (Guerre d’Hiver)[103].
- 21 décembre : bataille de Suomussalmi. Devant la résistance acharnée des Finlandais, la première offensive soviétique se solde par un échec. Les troupes finnoises passent la frontière le 25 décembre, faisant 36 000 prisonniers ; 27 000 russes sont tués pour 900 finnois[120].

#### Espagne
- 1er janvier : il est obligatoire pour toutes les jeunes femmes de moins de 25 ans d'accomplir le service de travail obligatoire pendant un an.
- 15 janvier : 
  - chute de Tarragone[126].
  - la France autorise à nouveau le transit d’armes vers la république espagnole[127].
- 16 janvier : le gouvernement républicain décrète une levée massive[126].
- 25 janvier : les nationalistes prennent Manresa et Badalone ; le gouvernement républicain se réfugie à Gérone[126].

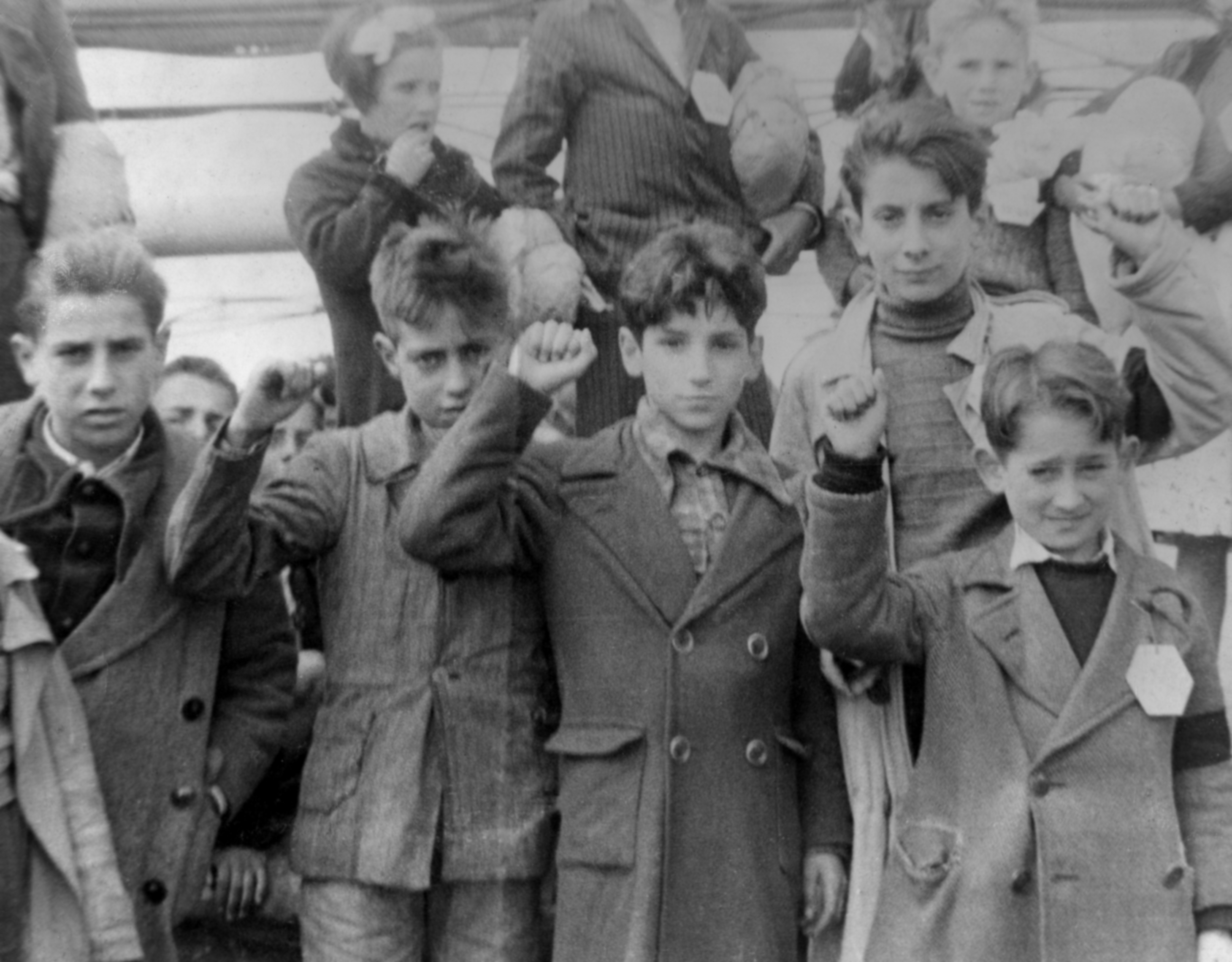
Février : la Retirada. Enfants s’apprêtant à l’exil.

- 26 janvier : les nationalistes prennent Barcelone[126] ; la Catalogne tombe aux mains des troupes franquistes. Le gouvernement Negrín doit fuir, et selon le Quai d’Orsay, 450 000 réfugiés espagnols parviennent en France avant le 1er mars (la Retirada)[128], où ils sont internés dans des camps (Argelès, camp des Milles).
- 1er février : les Cortès et le gouvernement républicain, réunis au château de Figuieras, proposent un armistice aux nationalistes[129].
- 4 février : chute de Gérone[129]. Les troupes républicaines se replient en nombre sur la frontière.
- 5 février : le président Manuel Azaña passe la frontière française[129].
- 9 février : 
  - Franco fait promulguer la « Loi sur les responsabilités politiques » qui permet aux tribunaux militaires d’exception de juger les délits d’opinion et de poursuivre tous les suspects de collusion avec le front populaire (publiée le 13 février)[130]. La répression nationaliste dure jusqu’en 1944 (épuration, « nettoyages » de Saragosse, Badajoz, Merida ou Malaga, camps de concentration, plus de 100 000 exécutions).
  - capitulation de Minorque ; réduction des dernières résistances antifranquistes des îles Baléares[131].
  - les troupes nationalistes arrivent au col du Perthus et contrôlent toute la frontière pyrénéenne[132].
- 27 février : le gouvernement nationaliste de Burgos de Franco est reconnu par la France et le Royaume-Uni. À cette nouvelle, Azaña démissionne le 28 février[133]. Le 2 mars, il est remplacé par le président des Cortès, Diego Martínez Barrio[126].
- 2 mars : Philippe Pétain est nommé ambassadeur de France en Espagne ; quelques jours plus tard, José Félix de Lequerica est nommé ambassadeur d’Espagne à Paris[133].
- 5-7 mars : soulèvement de Carthagène[129]. La flotte républicaine de Carthagène se réfugie dans le port tunisien de Bizerte où elle est désarmée[133].
- 5-6 mars : à Madrid, la Junte nationale de défense se soulève contre le gouvernement républicain sous la direction du colonel Segismundo Casado ; elle essaie de négocier une capitulation honorable par l’entremise britannique qui est refusée. Mais le PCE tente une résistance désespérée dans la ville assiégée. des heurts entre les anarchistes de Cipriano Mera ralliés à Casado et les communistes fidèles à Juan Negrín font 2 000 morts du 6 au 12 mars[129].
- 17 mars : signature du Pacte Ibérique entre le Portugal et l’Espagne[134].
- 22 mars : capitulation du Conseil national de défense à Madrid[126].
- 26 mars : offensive finale de la guerre d’Espagne[126].
- 27 mars : Franco adhère au Pacte anti-Komintern mais proclame sa stricte neutralité dès le début du conflit mondial[134].
- 28 mars : 
  - les troupes de Franco entrent dans Madrid[126].

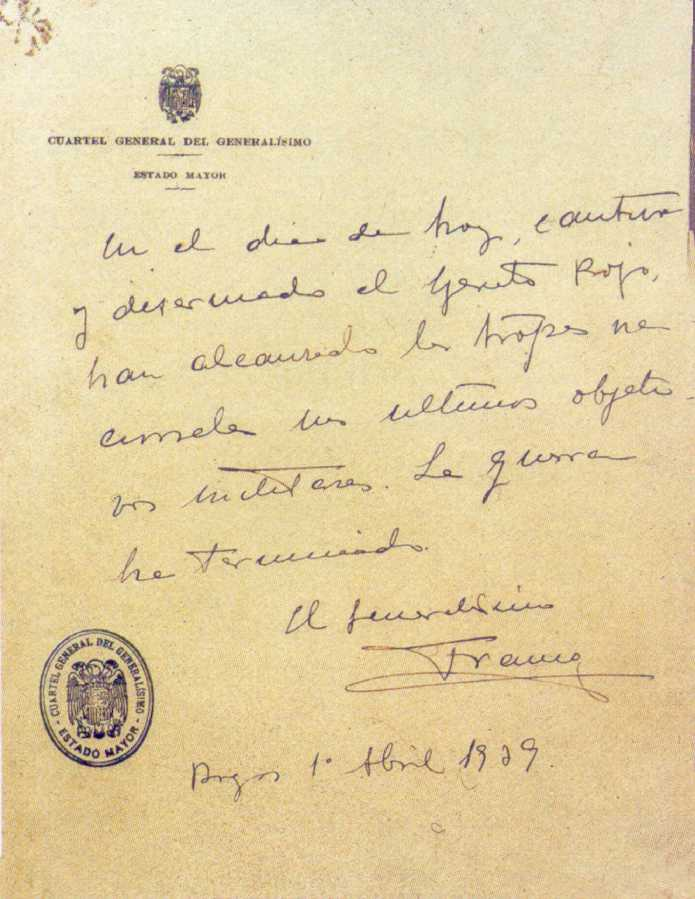
: Francisco Franco annonce la fin de la guerre civile

- - Début de l'exode du Stanbrook, commandé par le capitaine britannique Archibald Dickson, sous les bombardements nazis, dans le port d'Alicante.
- 1er avril : conquête d’Alicante et de Murcie, derniers réduits Républicains ; c’est la fin de la Guerre civile[126]. La radio franquiste annonce officiellement la victoire. Début de la dictature franquiste (fin en 1975). Les États-Unis reconnaissent de jure le gouvernement nationaliste.
- 8 mai : l’Espagne se retire de la SDN[135].
- 14 mai : décret établissant un système de rationnement pour les produits et les aliments de base (fin en 1951)[129].
- 19 mai : défilé de la victoire à Madrid[136].
- 31 juillet : publication des nouveaux statuts de la Phalange[129].
- 4 août : institution du contrôle direct des prix des produits de première nécessité et début de la réforme administrative[129].
- 8 août : loi de l’administration centrale de l’État, qui confirme et renforce la dictature personnelle de Franco en lui attribuant le pouvoir de « dicter des normes générales » sans contrainte et concentrant sur sa personne les pouvoirs législatifs et exécutifs[137].
- 9 août : remaniement ministériel. Prédominance de l’influence des Phalangistes, en particulier celle de Ramón Serrano Súñer[137].
- 4 septembre : Franco déclare la neutralité de l’Espagne dans la guerre[129].
- 23 septembre :
  - les biens appartenant à des organisations politiques et syndicales ralliées au Front populaire sont attribués par une loi à la Délégation Nationale des Syndicats (Delegación Nacional de Sindicatos)[129].
  - interdiction du divorce[138].
- 18 octobre : création de l'Instituto Nacional de Colonización[129], chargé de résoudre le problème social agraire en prenant le contre-pied de l’Institut de la Réforme Agraire républicain de 1932.
- 24 octobre : loi sur la protection des industries d’intérêt national[139].
- 24 novembre : loi sur l’aménagement et la défense de l’industrie nationale[129].